# Aşağıbarak, Hacıbektaş
Aşağıbarak là một xã thuộc huyện Hacıbektaş, tỉnh Nevşehir, Thổ Nhĩ Kỳ. Dân số thời điểm năm 2011 là 232 người.